# The Night Owl
Pour plus de détails, voir Fiche technique et Distribution.
The Night Owl (hangeul : 올빼미 ; RR : Olppaemi ; litt. « Chouette ») est un film sud-coréen réalisé par Ahn Tae-jin et sorti en 2022. Il s'agit du premier long métrage du réalisateur. Il dépeint, en pleine période Joseon, le mystère entourant la mort du prince héritier Sohyeon, revenu de la dynastie Qing sous le règne du roi Injo.

## Synopsis
Un acupuncteur aveugle uniquement le jour pour une raison inconnue, est témoin, la nuit, de la mort du prince héritier.

## Fiche technique
Sauf indication contraire ou complémentaire, les informations mentionnées dans cette section peuvent être confirmées par la base de données KMDb
- Titre original : 올빼미
- Titre français : The Night Owl
- Réalisation : Ahn Tae-jin (en)
- Scénario : Ahn Tae-jin et Hyun Kyu-ri
- Musique : Hwang Sang-jun
- Décors : Lee Ha-jun
- Costumes : Sim Hyeon-seop
- Photographie : Kim Tae-kyeong
- Son : Park Yong-ki
- Montage : Kim Sun-min
- Production : Baek Chang-ju et Baek Yeon-ja
- Production déléguée : Lee Kang-jin
- Sociétés de production : C-JeS Entertainment et Cinema DahmDahm
- Société de distribution : Next Entertainment World (Corée du Sud)
- Budget : 9 milliards de won[2]
- Pays de production :  Corée du Sud
- Langue originale : coréen
- Format : couleur
- Genre : drame, historique, thriller
- Durée : 118 minutes
- Dates de sortie :
  - Corée du Sud : 23 novembre 2022
  - France : 1er novembre 2023 (Festival du film coréen à Paris)[3]

## Distribution
- Ryu Jun-yeol : Cheon Kyeong-soo, acupuncteur aveugle
- Yoo Hae-jin : le seizième roi Injo
- Choi Moo-sung : Lee Hyeong-ik, médecin
- Jo Seong-ha : Choi Dae-gam
- Park Myung-hoon : Man-sik, médecin
- Kim Sung-cheol : le prince héritier Sohyeon (en)
- Ahn Eun-jin : Jo So-yong, la compagne du roi
- Jo Yoon-seo : Kang-bin, princesse héritière Minhoe (en) et épouse du prince héritier Sohyeon
- Lee Joo-won : Yi Seok-cheol, le fils ainé du prince Sohyeon
- Kim Do-won : Cheon Kyeong-jae, le jeune frère de Kyeong-soo

## Production

### Genèse et développement
En 2018, le directeur de la société Cinema DahmDahm montre à Ahn Tae-jin un article sur un aveugle qui, entrant dans un palais, devient témoin d'un épisode secret et ce dernier, très intéressé, s'est mis à écrire.

### Attribution des rôles
|  |

Fin août 2021, Ryu Jun-yeol s'est vu proposé le rôle de Kyung-soo, un acupuncteur aveugle doté de capacités extraordinaires, pour le premier long métrage intitulé 올빼미 (litt. « La chouette ») d'Ahn Tae-jin — ancien assistant réalisateur du film Le Roi et le Clown (왕의 남자, 2005) réalisé par Lee Joon-ik. Au même moment, Yoo Hae-jin est appelé pour incarner le rôle du roi Injo, initialement prévu pour Choi Min-sik qui vient de décliner.

### Tournage
Le tournage devrait commencer en septembre 2021,.

## Accueil

### Sorties et festival
Début octobre 2022, la société de distribution Next Entertainment World annonce que The Night Owl sort ce 23 novembre en Corée du Sud.
Fin septembre 2023, il est sélectionné en avant-première nationale dans la section « Paysage » du Festival du film coréen à Paris, en France.

### Box-office
Au premier jour de sa sortie, dans l'après-midi, The Night Owl dépasse déjà les 3 millions de spectateurs, puis 900 000 spectateurs supplémentaires se sont rassemblés en deux semaines après avoir dépassé le seuil de rentabilité de 2,1 millions, le 8 décembre, menant le box-office durant trois semaines successives.
Le 16 janvier 2023, il devient le cinquième film coréen le plus rentable de 2022, avec 3 317 510 sectateurs.

## Distinctions

### Récompenses
- Baeksang Arts Awards 2023[10] :
  - Meilleur film
  - Meilleur nouveau réalisateur pour Ahn Tae-jin
  - Meilleur acteur pour Ryu Jun-yeol

- Blue Dragon Film Awards 2023 :
  - Meilleur nouveau réalisateur pour Ahn Tae-jin
  - Meilleures photographie et lumières pour Kim Tae-kyeong et Hong Seung-cheol
  - Meilleur montage pour Kim Sun-min

- Director's Cut Awards 2023 : meilleur nouveau réalisateur du film pour Ahn Tae-jin[11]

- Grand Bell Awards 2023[12] :
  - Meilleur nouveau réalisateur pour Ahn Tae-jin
  - Meilleur scénario pour Ahn Tae-jin et Hyun Gyu-ri
  - Meilleur montage pour Kim Sun-min

- Korean Association of Film Critics Awards 2023 :
  - Meilleur acteur pour Ryu Jun-yeol
  - Meilleur nouveau réalisateur pour Ahn Tae-jin
  - Meilleure photographie pour Kim Tae-kyeong

### Nominations
- Baeksang Arts Awards 2023[10] :
  - Meilleur réalisateur pour Ahn Tae-jin
  - Meilleur acteur dans un second rôle pour Kim Sung-cheol
  - Meilleure actrice dans un second rôle pour Ahn Eun-jin
  - Meilleur scénario pour Ahn Tae-jin et Hyun Kyu-ri
  - Meilleures lumières pour Hong Seung-cheol

- Blue Dragon Film Awards 2023 :
  - Meilleur film
  - Meilleur acteur pour Ryu Jun-yeol
  - Meilleure actrice dans un second rôle pour Ahn Eun-jin
  - Meilleur scénario pour Ahn Tae-jin et Hyun Kyu-ri
  - Meilleur son pour Park Yong-ki
  - Meilleurs décors pour Lee Ha-jun

- Director's Cut Awards 2023[13] :
  - Meilleur réalisateur du film pour Ahn Tae-jin
  - Meilleur scénario pour Ahn Tae-jin et Hyun Kyu-ri
  - Meilleur acteur dans un film pour Ryu Jun-yeol et Yoo Hae-jin
  - Meilleur nouvel acteur dans un film pour Kim Sung-cheol
  - Meilleure nouvelle actrice dans un film pour Ahn Eun-jin

- Grand Bell Awards 2023 :
  - Meilleur film
  - Meilleur acteur pour Ryu Jun-yeol
  - Meilleur nouvel acteur pour Kim Sung-cheol
  - Meilleure nouvelle actrice pour Ahn Eun-jin
  - Meilleure photographie pour Kim Tae-kyeong
  - Meilleur son pour Park Yong-ki
  - Meilleurs costumes pour Sim Hyeon-seop